# Groupe Rocher
Groupe Rocher – francuska grupa firm powstała na bazie założonego w 1959 przez Yves’a Rochera przedsiębiorstwa produkującego kosmetyki. Koncern używa nazwy fr. Groupe Yves Rocher i zatrudnia ok. 15,3 tys. pracowników, z czego 7,3 tys. we Francji a 4 tys. w pozostałej części Europy. Sprzedaż koncernu wyniosła ponad 2 miliardy € a dochód 80 milionów € (2005). Specjalizuje się w sprzedaży wysyłkowej – 44,9% obrotów, sprzedaży bezpośredniej – 15,1% obrotów oraz sprzedaży w sieci własnych sklepów – 29,5% obrotów (2005). Działa jako spółka akcyjna, pakiet kontrolny posiada Yves Rocher i jego rodzina.

## Groupe Rocher
W skład Groupe Rocher wchodzą:
- Yves Rocher
  - rok założenia 1959,
  - profil produkcji: kosmetyki,
  - udział w obrotach koncernu: 59,4% (2005)
- Petit Bateau
  - rok założenia 1893, przejęta w 1988,
  - profil produkcji: odzież niemowlęca i dziecięca,
  - udział w obrotach koncernu: 11,7% (2005)
- Stanhome
  - rok założenia 1939 (USA), przejęta w 1997,
  - profil produkcji: chemia gospodarcza,
  - udział w obrotach koncernu: 11,2% (2005)
- Docteur Pierre Ricaud
  - rok założenia: 1985,
  - profil produkcji: kosmetyki luksusowe,
  - udział w obrotach koncernu: 6,3% (2005)
- Daniel Jouvance
  - rok założenia: 1980,
  - profil produkcji: kosmetyki na bazie roślin morskich,
  - udział w obrotach koncernu: 3,6% (2005)
- Françoise Saget
  - rok założenia: 1982,
  - profil produkcji: bielizna pościelowa, ręczniki
  - udział w obrotach koncernu: 2,4% (2005)
- Isabel Derroisné
  - rok założenia: b.d.,
  - profil produkcji: perfumy,
  - udział w obrotach koncernu: 0,8% (2005)
- Kiotis
  - rok założenia 2000,
  - profil produkcji: kosmetyki pielęgnacyjne dla młodzieży, kosmetyka kolorowa
  - udział w obrotach koncernu: b.d.
- Galerie Noémie
  - rok założenia 2001,
  - profil produkcji: kosmetyka kolorowa
  - udział w obrotach koncernu: b.d.
- Santé naturelle
  - rok założenia b.d.
  - profil produkcji: kosmetyki lecznicze
  - udział w obrotach koncernu: b.d.

## Działalność
Yves Rocher jest kosmetyczną firmą, zajmującą się produkcją naturalnych kosmetyków do pielęgnacji twarzy i ciała, a także kosmetyki zapachowej. Firma stara się być przyjazna dla natury. Już w 1965 została wydana pierwsza Zielona Księga Urody, która jest wydawana raz do roku i prezentuje produkty firmy. W 1986 laboratoria Yves Rocher wyodrębniły DNA roślinne, których zastosowane w kosmetykach daje teoretyczną możliwość reaktywowania naturalnej odporności skóry. W 1989 roku jako pierwsza firma w Europie zaprzestaje testowania swoich produktów na zwierzętach, zaczynając wykonywać testy In vitro. W 1990 roku zostaje otwarte pierwsze w Polsce Centrum Urody w Warszawie. W 2002 roku laboratoria firmy opracowują kompleks hormonów bio-roślinnych, stymulujących mechanizmy komórkowe skóry. W 2003 roku koncern Yves Rocher działał w 88 krajach, posiadając 1400 punktów sprzedaży i 5 fabryk.

## Afera Yves Rocher
Pod koniec 2012 roku Bruno Leproux dyrektor generalny rosyjskiej filii koncernu Yves Rocher Vostok oskarżył jednego z lokalnych dostawców, spółkę zarządzaną przez Aleksieja i Olega Nawalnych Glavpodpiska o niewywiązanie się z kontraktu i narażenie filii koncernu na straty. Bracia zostali oskarżeni o zdefraudowanie 0,5 mln USD. 30 grudnia 2014 roku nieprawomocnym wyrokiem sądu zostali oni uznani za winnych. Proces budzi jednak znaczne kontrowersje. Według doniesień medialnych oskarżenia są bezpodstawne i mają służyć zdyskredytowaniu Aleksieja Nawalnego, który zaangażował się w działalność polityczną, sytuując się w opozycji do Władimira Putina i jego partii Jedna Rosja. Wewnętrzny audyt w spółce Yves Rocher Vostok wykazał, że spółka nie poniosła strat w ramach współpracy z Glavpodpiska. Bruno Leproux jest obecnie zatrudniony w rosyjskiej firmie Ile de Beauté, uchodzącej za związaną z rosyjskimi elitami władzy.

## Fundacja Yves Rocher
Fundacja została założona w 1991 roku, a od roku 2001 znajduje się pod patronatem Instytutu Francuskiego. Przewodniczącym fundacji jest syn Yves Rochera – Jacques Rocher. Fundacja angażuje się w ochronę świata roślin, działa na rzecz zagrożonych gatunków, wspiera różnorodne badania naukowe. Fundacja prowadzi też we Francji program Arboretum w każdej szkole, zajmujący się wsparciem finansowym, technicznym i pedagogicznym dla projektów przyrodniczych. Od 1991 biorący udział w tym programie zasadzili 300 000 drzew.
Od 2001, a w Polsce od 2006 fundacja prowadzi akcję Ziemia Planeta Kobiet promującą proekologiczne działania kobiet na rzecz lokalnego środowiska. Projekt realizowany jest w formie konkursu, w którym wyłaniane są najciekawsze rozpoczęte projekty ekologiczne. W ramach nagrody przyznawane są dotacje na kontynuację prowadzonych działań. W ciągu kilkunastu lat trwania akcji fundacja nagrodziła już ponad 350 kobiet aktywnie walczących o środowisko naturalne.